# Betty Francisco
Betty Francisco, geboren als Elizabeth Barton (Little Rock (Arkansas), 26 september 1900 – El Cerrito (Riverside County, Californië), 25 november 1950) was een Amerikaanse actrice ten tijde van de stomme film.

## Levensloop en carrière
Francisco begon haar filmcarrière in 1920. In 1923 werd ze verkozen tot een van de WAMPAS Baby Stars. In datzelfde jaar kreeg ze een rol in Ashes of Vengeance, een kostuumdrama met Norma Talmadge en Wallace Beery. Datzelfde jaar verscheen ze in Maytime naast Clara Bow. In de volgende jaren zou ze nog met veel bekende acteurs samenwerken zoals Edward G. Robinson, Alice White en Mildred Davis. Ze beëindigde haar filmcarrière in 1934.
Francisco overleed in 1950 op 50-jarige leeftijd. Ze werd begraven op het Forest Lawn Memorial Park (Glendale).